# Petit ARN en épingle à cheveux

Administration d'un shRNA et mécanisme de l'ARN interférent dans des cellules de mammifère

Les petits ARN en épingle à cheveux (en anglais shRNA, de short hairpin signifiant « petite épingle à cheveux ») sont des ARN adoptant une structure en tige et boucle pouvant être utilisé pour réduire l'expression d'un gène cible via phénomène d'interférence par ARN.
L'expression des shRNAs dans des cellules est réalisée la plupart du temps par le biais de plasmides ou par des vecteurs viraux ou bactériens. Le choix du promoteur est essentiel pour obtenir une expression robuste du shRNA. Au début de l'utilisation de cette technologie, les promoteurs de la polymérase III comme U6 et H1 étaient couramment choisis mais ces promoteurs ne permettent ni un contrôle spatial ni un contrôle temporel de l'expression de l'ARN.  Ainsi, progressivement les promoteurs de la polymérase II ont été de plus en plus utilisés pour réguler l'expression des shRNA. Ces petits ARNs sont un très bon médiateur de l'interférence par ARN car ils ont un faible taux de dégradation et une bonne stabilité. Ils sont par conséquent très avantageux à utiliser pour réaliser l'extinction d'un gène cible. Cependant ils peuvent poser des problèmes de sécurité car ils nécessitent l'utilisation de vecteurs d'expression qui peuvent infecter l'homme.

## Apport aux cellules-cibles
L'expression des shRNAs peut être obtenue par le biais de plasmides ou de vecteurs bactériens ou viraux.
L'apport du plasmide à des cellules cultivées in vitro en utilisant la transfection pour obtenir l'expression du shRNA peut être réalisé grâce à des kits disponibles dans le commerce. Néanmoins cette méthode n'est pas utilisable in vivo.
L'utilisation de vecteurs bactériens pour obtenir l'expression du shRNA dans des cellules est une approche relativement récente. Elle a débuté avec des études montrant que nourrir des souris avec une souche d'Escherichia coli exprimant un shRNA par le bais d'un plasmide pouvait entraîner le knock-out du gène ciblé dans les épithéliums intestinaux du rongeur. Plus intéressant encore, cette approche a été utilisée en 2012 dans des essais cliniques pour tenter de traiter des patients atteints de polypose recto-colique familiale.
Une variété de vecteurs viraux peuvent également être utilisés pour obtenir l'expression des shRNA, notamment les AAVs, virus artificiels dérivés des adénovirus et les lentivirus. Avec les adénovirus le vecteur reste épisomal, c'est-à-dire qu'il ne s'intègre pas dans le génome de la cellule ciblée. Cette particularité est avantageuse car elle permet d'éviter le phénomène de mutagenèse insertionnelle. À l'inverse, cette particularité a aussi ses désavantages car la descendance de la cellule va rapidement perdre le virus par dilution à moins que les cellules infectées ne se divisent très lentement. La différence entre les AAVs et les adénovirus réside dans le fait que les AAVs ne possèdent plus de gènes viraux et ont une capacité d'encapsidation réduite.
Les lentivirus, quant à eux, intègrent le shRNA apporté dans des portions transcriptionnellement actives de la chromatine. Ainsi le shRNA apporté sera transmis à la descendance de la cellule. Avec cette approche le risque de mutagenèse insertionnelle augmente, cependant ce risque peut être réduit en utilisant des lentivirus possédant une intégrase déficiente.

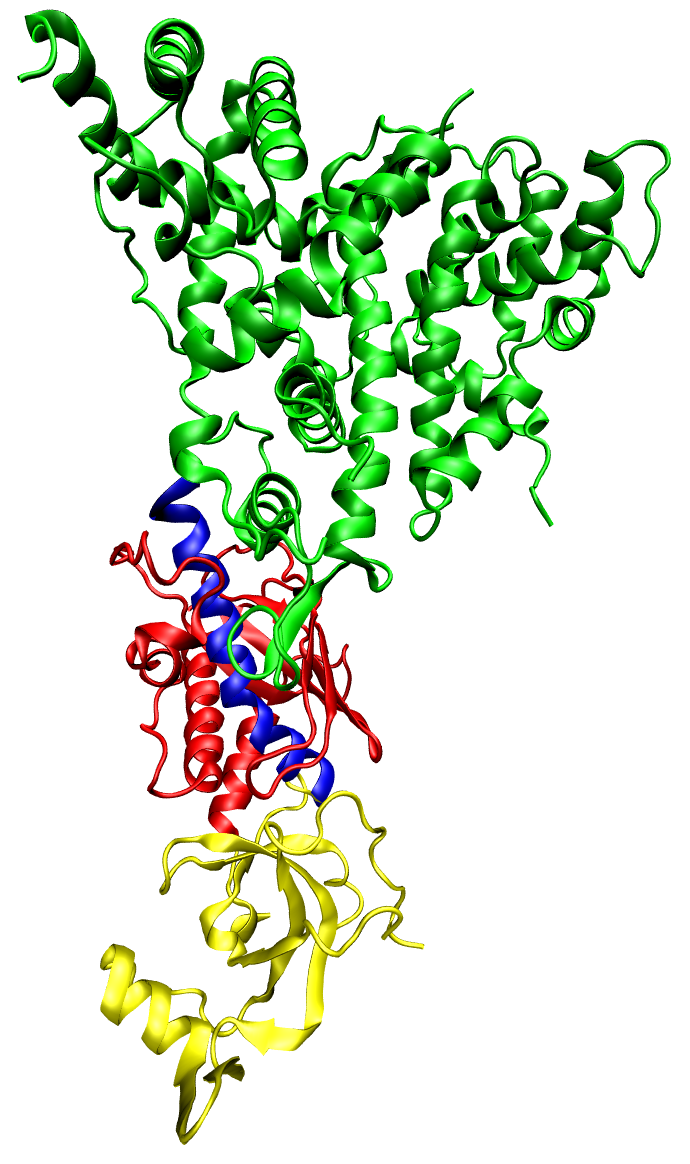
La protéine Dicer de Giardia intestinalis.

## Mécanisme d'action
Une fois que le vecteur a été intégré dans le génome de l'hôte, le shRNA est transcrit dans le noyau par la polymérase II ou III selon le promoteur utilisé. Le produit obtenu imite un pré-microARN et est pris en charge par la protéine Drosha (en). Le shRNA en résultant est exporté du noyau par l'exportine 5. Ce produit est ensuite pris en charge par Dicer et chargé dans  le complexe RISC (RNA-induced silencing complex). Le brin sens (brin passager) est dégradé. Le brin anti-sens (brin guide) dirige le complexe RISC vers les ARNm possédant une séquence complémentaire. Dans le cas d'une complémentarité parfaite, RISC clive l'ARNm. Dans le cas d'un appariement incomplet, RISC réprime seulement la traduction de l'ARNm. Dans les deux cas le shRNA entraîne l'extinction du gène ciblé.

## Application en thérapie génique
Au vu de son efficacité pour entraîner l'extinction spécifique et stable d'un gène cible, cette technologie est d'un grand intérêt pour la thérapie génique. Voici trois exemples de thérapies basées sur des shRNA.
- La compagnie Gradalis, Inc. a développé le vaccin FANG qui est utilisé dans le traitement de certains cancers. FANG s'appuie sur un shRNA bi-fonctionnel (bi-shRNA) dirigé contre les facteurs de croissance immunosuppresseurs TGF β1 et β2[5]. Les cellules tumorales ont été prélevées sur des patients et un plasmide codant le bi-shRNA ainsi que le facteur GMCSF (granulocyte-macrophage colony-stimulating factor) y ont été introduits ex vivo en utilisant l'électroporation. Ces cellules ont ensuite été irradiées et réinjectées aux patients.

- Gradalis, Inc. a également développé le bi-shRNA STMN1 qui est utilisé pour traiter des cancers métastatiques. Ce bi-shRNA est dirigé de manière intratumorale.

- Marina Biotech a développé CEQ508 un vecteur bactérien codant un shRNA anti-β-caténine pour traiter des cas de polypose recto-colique familiale.

Les thérapies basées sur des shRNA doivent faire face à plusieurs défis. Le plus important est celui du mode d'administration. Les shRNAs sont typiquement délivrés grâce à un vecteur et même s'ils sont généralement efficaces, ils posent certains problèmes de sécurité. En particulier les thérapies géniques basées sur l'utilisation de virus se sont révélées dangereuses lors de précédents effets cliniques. La possible sursaturation du complexe RISC peut aussi poser un problème. Si le niveau d'expression du shRNA est trop élevé, les cellules peuvent faire face à des difficultés pour prendre en charge l'ARN. Un problème peut survenir du fait que les patients risquent de déclencher une réaction immunitaire contre la thérapie. Finalement, on ne peut exclure le risque de dommages collatéraux et le shRNA peut éteindre des gènes non ciblés. Pour développer des thérapies efficaces et sans risques, ces multiples aspects doivent être pris en compte.